# بی کاروان کولی
بی کاروان کولی نام یک آلبوم موسیقی اثر ایرج بسطامی، هنرمند ایرانی است که در سبک سنتی تهیه شده و دارای ۱۰ آهنگ است. کیوان ساکت نیز در ساخت این آلبوم همکاری کرده‌است.

## فهرست آهنگ‌ها
| ردیف | آهنگ                         |
| ۱    | دریا                         |
| ۲    | تار و آواز                   |
| ۳    | چهار مضراب شوشتری            |
| ۴    | آواز با همراهی عود، تار و نی |
| ۵    | بهاران                       |
| ۶    | بی کاروان کولی               |
| ۷    | دریا -بدون کلام              |
| ۸    | نارنجستان                    |
| ۹    | دیلمان                       |
| ۱۰   | بهار دیگر                    |